# Soergoetneftegaz
Soergoetneftegaz (Russisch: Сургутнефтегаз) is een Russische gas- en oliemaatschappij en een van de grootste van dit land. Het hoofdkantoor bevindt zich in de stad Soergoet. De directeur en grootaandeelhouder is Vladimir Bogdanov.

## Activiteiten
Het bedrijf is de op twee na grootste olieproducent van Rusland, alleen Rosneft en LUKoil zijn groter. Soergoetneftegaz produceerde in 2018 zo'n 61 miljoen ton olie en 9 miljard m³ aardgas. Het had in dat jaar een aandeel van 11% in de totale Russische olieproductie. De belangrijkste activiteiten bevinden zich rond de stad Soergoet in Chanto-Mansië (West-Siberië). In Oost-Siberië is het ook actief en hier wordt ongeveer 15% van de olie gewonnen. Verder zoekt het naar olie en gas in Timan-Petsjora, maar hier wordt nog niets geproduceerd.
Het beschikt verder over eigen olieraffinaderijen met een capaciteit van 18 miljoen ton. De grootste raffinaderij staat in Kirisji (oblast Leningrad). Het staat hiermee op de vijfde plaats in Rusland met een aandeel van iets minder dan 7%.
Het beschikt over een netwerk van depots en distributiestations en telt 292 eigen tankstations per jaareinde 2018. In de federale districten Centraal en Noordwest heeft Soergoetneftegaz een aantal distributiebedrijven zoals "Pskovnefteproduct", "Kalinigradnefteproduct", "Tvernefteproduct" en "Novgorodnefteproduct". Ook heeft het bedrijf een onderzoeksinstituut genaamd "SoergoetNIPIneft". Verder beschikt het over eigen centrales voor de opwekking van elektriciteit en warmte. 
Het bedrijf is beursgenoteerd. De gewone en preferente aandelen staan aan de beurs van Moskou en sinds september 2004 staan American depositary receipts genoteerd aan de London Stock Exchange waarbij één ADR 10 aandelen vertegenwoordigd. 

### Resultaten
De olieproductie is al jaren stabiel en ligt zo rond de 60 miljoen ton op jaarbasis. De daling in 2020 was het gevolg van een vrijwillige afspraak tussen OPEC+ leden om de productie te beperken. De gasproductie is gedaald van zo'n 14 miljard m³ naar bijna 10 miljard m³ in 2018. De belangrijkste oorzaak van de schommelingen in de netto omzet, exclusief exportheffingen opgelegd door de overheid, zijn de prijs van de olie en olieproducten. Het grote verschil tussen de ontwikkeling van het bedrijfs- en nettoresultaat wordt hoofdzakelijk verklaard door veranderingen in de wisselkoersen die van jaar tot jaar tot grote winsten of verliezen leiden.
In 2005 produceerde Soergoetneftegaz 63,9 miljoen ton aardolie en 14,4 miljard m³ gas. De omzet was in dat jaar 319,6 miljard roebel (ongeveer 9,4 miljard euro) en de winst 87 miljard roebel (ongeveer 2,6 miljard euro).
| Jaar | Olieproductie (×1000 ton) | Gasproductie (×miljoen m³) | Netto omzet (×RUB miljard) | Bedrijfsresultaat (×RUB miljard) | Nettoresultaat | Werknemers (gemiddeld) |
| ---- | ------------------------- | -------------------------- | -------------------------- | -------------------------------- | -------------- | ---------------------- |
| 2012 | 61.405                    | 12.260                     |                            |                                  |                |                        |
| 2013 | 61.453                    | 12.058                     |                            |                                  |                |                        |
| 2014 | 61.425                    | 9.446                      |                            |                                  |                |                        |
| 2015 | 61.622                    | 9.560                      | 1.021                      | 244                              | 762            |                        |
| 2016 | 61.849                    | 9.760                      | 1.020                      | 261                              | -62            | 114.300                |
| 2017 | 60.545                    | 9.957                      | 1.175                      | 272                              | 194            | 113.600                |
| 2018 | 60.886                    | 9.667                      | 1.556                      | 415                              | 854            | 112.800                |
| 2019 | 60.758                    | 9.633                      |                            |                                  |                | 112.800                |
| 2020 | 54.475                    | 9.053                      |                            |                                  |                | 112.800                |

## Aandeelhouders
In het kader van het Russische privatiseringsprogramma leningen voor aandelen vond op 3 november 1995 in Soergoet de veiling plaats voor een aandelenbelang van 40% in Soergoetneftegaz. Twee bieders waren aanwezig, een derde bieder was uitgesloten vanwege een administratief probleem. De lokale luchthaven was om onverklaarbare redenen gesloten op de veildag zodat andere biedingen werden verhinderd. De winnaar van de veiling was het pensioenfonds van Soergoetneftegaz met een bod van US$ 88,3 miljoen. Tegen deze prijs was de totale beurswaarde van het bedrijf US$ 221 miljoen.
Over de aandeelhouders van het bedrijf is weinig bekend. Naar eigen zeggen was begin 2005 15,7% van de aandelen in handen van ING-Bank (Eurasia) ("ИНГ Банк (Евразия)") en 7,7% in handen van de Internationale Bank van Moskou ("Международный московский банк").

## Sancties
In september 2014 werd Soergoetneftegaz op de Amerikaanse sanctielijst geplaatst. Amerikaanse ondernemingen mogen geen materialen en diensten meer leveren met betrekking tot olie- en gaswinning in  diep zeewater, boven de Poolcirkel en schalieprojecten. De Russische bemoeienis in het oosten van Oekraïne was hiervoor de aanleiding. Op 6 april 2018 werden extra sancties bekendgemaakt en Amerikanen mogen nu ook geen zaken meer doen met de directeur van het bedrijf, Vladimir Bogdanov.